# Théta
A théta (Θ θ) a görög ábécé nyolcadik betűje, a th betű és hang.
Kisbetűs kézírásos formáját (ϑ) műszaki írások nyomtatásban is használják.

## A θ betűhöz kapcsolódó fogalmak
- gerjesztés az elektrotechnikában
- tehetetlenségi nyomaték a fizikában
- théta-hullámok az agyban
- használatos szögek általános jelölésére (fizika, matematika)
- gömbi koordinátáknál a z tengellyel bezárt szög, alkalmanként polárkoordináták jelölésére
- ellipticitás meghatározására kiroptikai spektroszkópiában (CD, korális anyagok szerkezetvizsgálata, gyógyszerészi kémiai vizsgálati módszer)